# Plestiodon reynoldsi
El eslizón de arena de florida (Plestiodon reynoldsi) es una especie descrita por Leonhard Hess Stejneger en 1910, nombrada en honor de A. G. Reynolds, de Gulfport, Florida, quien también recolectó el holotipo.

## Descripción
Un lagarto único adaptado a una existencia subterránea, mide de 10 a 13 cm de largo y tiene un color gris al color bronceado. Sus patas delanteras son pequeñas y tienen sólo un dedo del pie, sus patas traseras son pequeñas y tienen dos dedos en los pies. La cola comprende aproximadamente la mitad de la longitud total del animal. La lagartija de arena tiene una cabeza en forma de cuña, una mandíbula inferior parcialmente avellanada, ranuras del cuerpo en el que las patas delanteras se pueden plegar y ojos pequeños que tienen ventanas transparentes en los párpados inferiores. Estas características permiten al lagarto nadar bajo la superficie de la arena suelta. La dieta de esta especie se compone de invertebrados que habitan en la superficie, incluyendo larvas de escarabajo, termitas, arañas y larvas de Myrmeleontidae.
Las Plestiodon reynoldsi son más activas en la primavera, la temporada de apareamiento. Alcanzan la madurez sexual al cabo de 1 a 2 años y siguen siendo reproductivamente activos durante dos o tres años. Alrededor de 55 días después del apareamiento, la hembra pone un promedio dos huevos, que eclosionan en junio o julio.

## Distribución y hábitat
La Plestiodon reynoldsi se clasificó como especie amenazada por la United States Fish and Wildlife Service en 1987. Sólo se producen en el centro de Florida; se registraron 115 sitios conocidos en 1999. Sin embargo, los investigadores reconocen que son difíciles de detectar, y se puede encontrar en más lugares con un hábitat adecuado si se busca lo suficiente. El hábitat conocido ocurre en el Lake Wales Ridge, pero también se encuentra en la colina de Winter Haven, en el condado de Polk y en la cordillera Mount Dora.[cita requerida]
Plestiodon reynoldsi existe en áreas con vegetación de pino de la arena, Ceratiola ericoides o Pinus palustris, asociado con Quercus laevis, incluido el hábitat de matorral de Florida. El suministro de alimentos y la humedad son factores importantes en la selección de las especies del hábitat. Neoseps reynoldsi es más frecuente en el ecotono donde la humedad está presente por debajo de la hojarasca superficial; por ejemplo, en la corteza y en la arena. La especie suele permanecer bajo tierra en madrigueras de 5-10 cm por debajo de la tierra, para encontrar su alimento.[cita requerida]